# The New Reign
Albums de Born of Osiris
A Higher Place
(2009)
The New Reign est un EP du groupe de deathcore progressif américain Born of Osiris. Il est sorti le 2 octobre 2007 sous le label Sumerian Records.
Il faut noter le fait qu'il ne s'agit pas de la première production de Born of Osiris, mais que c'est la première produite sous ce nom-là. En effet, les membres ont changé de nom plusieurs fois et ont déjà produit plusieurs démos sous plusieurs noms différents.

## Liste des morceaux
1. Rosecrance – 2:11
2. Empires Erased – 3:26
3. Open Arms to Damnation - 2:48
4. Abstract Art – 3:14
5. The New Reign – 2:22
6. Brace Legs – 2:28
7. Bow Down – 2:02
8. The Takeover – 3:03